# Eujácio Simões
Eujácio Simões Filho (Itororó, 15 de julho de 1948 — Salvador, 18 de agosto de 2019) foi um político brasileiro filiado ao Partido Liberal (PL).
Eujácio Simões Viana Filho nasceu em Itororó, filho de Eujácio Simões Viana e de Iracy Figueiredo Simões.
Em 1971 formou-se arquiteto pela Universidade Federal da Bahia.
Em 1974, tornou-se diretor da Fundação Instituto de Urbanismo e Administração Municipal, em Salvador, permanecendo até 1978. No ano seguinte, foi nomeado diretor da Embasa. Em 1983, tornou-se presidente da Companhia de Engenharia Rural da Bahia, permanecendo até 1986.
Em novembro desse ano, elegeu-se deputado estadual constituinte, pelo PFL. Assumindo em março do ano seguinte, participou dos trabalhos legislativos como vice-líder do partido e presidente da Comissão de Fiscalização e Controle do Executivo. Em 1989, ingressou no PL, exercendo o restante do mandato por essa legenda. Participou dos trabalhos na Assembléia Estadual Constituinte como vice-presidente da Comissão Sistematizadora. Na Assembléia Legislativa, foi líder do PL e presidente da Comissão de Fiscalização e Controle do Executivo.
Em outubro de 1990 foi reeleito. Assumindo no início do ano seguinte, participou dos trabalhos legislativos como líder do PL, líder do bloco da maioria e do governo estadual e presidente da mesa da Assembléia Legislativa.
Em outubro de 1994 elegeu-se deputado federal. Assumindo em fevereiro do ano seguinte, foi titular da Comissão de Finanças e Tributação e vice-líder do bloco formado por PL, PSD e PSC. Participou como titular e suplente de diversas comissões especiais, entre elas (como titular) a de serviços de telecomunicações, de incentivo ao turismo, do voto facultativo, de viabilização dos projetos públicos federais de irrigação e recursos hídricos e da política nacional de petróleo. Foi titular da comissão mista (Câmara e Senado) do crédito rural.
Nas votações das emendas constitucionais propostas pelo governo Fernando Henrique Cardoso em 1995, votou a favor da quebra do monopólio dos estados na distribuição de gás canalizado, da quebra do monopólio das embarcações nacionais na navegação de cabotagem, da mudança no conceito da empresa nacional, da quebra do monopólio estatal das telecomunicações, da quebra do monopólio da Petrobras na exploração de petróleo e da prorrogação do Fundo Social de Emergência (FSE), rebatizado de Fundo de Estabilização Fiscal (FEF), que permitia que o governo gastasse 20% da arrecadação de imposto sem que essas verbas ficassem obrigatoriamente vinculadas ao setor de saúde e educação.
Em março de 1996 enviou ao Supremo Tribunal Federal uma ação direta de inconstitucionalidade contra a emenda que criou o FEF, pedindo a suspensão da retroatividade de vigência. Em julho de 1996, votou a favor da criação da Contribuição Provisória sobre Movimentação Financeira (CPMF) — que substituiu o Imposto Provisório sobre Movimentação Financeira (IPMF) —, imposto de 0,2% sobre transações bancárias criado como fonte complementar de recursos para a saúde. Nesse ano, foi vice-líder do bloco formado por PL e PPB.
Em janeiro/fevereiro de 1997 votou a favor da reeleição para presidente da República, governadores e prefeitos e em novembro seguinte pronunciou-se favoravelmente à quebra da estabilidade do servidor público, item da reforma administrativa. Nesse ano foi vice-líder do PL.
Em outubro de 1998 foi reeleito. Em novembro do mesmo ano, votou a favor do teto de 1.200 reais para aposentadorias no setor público e do estabelecimento de idade mínima e tempo de contribuição para o setor privado, itens que definiram a reforma da previdência. Assumiu novo mandato em fevereiro de 1999.
Em 2002, tentou novamente alcançar o cargo de Deputado Federal, e apesar de ter obtido 90 mil votos, não conseguiu o terceiro mandato consecutivo. Também fracassou em 2006, quando se candidatou mais uma vez.
Exerceu ainda a atividade de empresário rural.
Teve dois filhos.